# Kisbabot
Kisbabot è un comune di 228 abitanti situato nella contea di Győr-Moson-Sopron, nell'Ungheria nordoccidentale.